# Eliseo Rivero
Eliseo Rivero, vollständiger Name Eliseo Rivero Pérez, (* 27. Dezember 1957 in Montevideo) ist ein ehemaliger uruguayischer Fußballspieler.

## Karriere

### Verein
Der 1,67 Meter große Abwehrspieler Rivero spielte bereits mindestens 1975 und 1977 für den Danubio FC. 1979 debütierte er dort in der Ersten Mannschaft. Auch 1983 gehörte er dem Klub an. Von 1985 bis 1986 und erneut 1988 gehörte er sodann dem Kader Peñarols in der Primera División an. Jedenfalls in den Jahren 1985 und 1986 gehörte er somit zum Team, das Uruguayischer Meister wurde. In der Saison 1986/87 absolvierte er für Platense 29 Spiele. In der Spielzeit 1987 ist zudem eine Karrierestation bei Defensor verzeichnet. Die Violetten gewannen in jenem Jahr den zweiten uruguayischen Meistertitel ihrer Vereinsgeschichte. 1989 soll er bei Defensor seine Karriere beendet haben.

### Nationalmannschaft
Rivero wurde mit der uruguayischen Juniorenauswahl bei der  Junioren-Südamerikameisterschaft des Jahres 1975 Südamerikameister. Im Verlaufe des Turniers wurde er allerdings von Trainer Walter Brienza nicht eingesetzt. Er gehörte auch dem Kader der uruguayischen U-20-Auswahl an, die bei der U-20-Südamerikameisterschaft 1977 (sieben Spiele/ein Tor) in Venezuela den Titel verteidigten und bei der Junioren-Fußballweltmeisterschaft 1977 den vierten Platz belegte. Ebenfalls zum Aufgebot der Celeste zählte er bei den Panamerikanischen Spielen 1975.
Rivero war auch Mitglied der A-Nationalmannschaft Uruguays, für die er zwischen dem 25. August 1983 und dem 16. Juni 1986 sieben Länderspiele absolvierte. Ein Länderspieltor erzielte er nicht. Rivero nahm mit Uruguay an der für Uruguay siegreichen Copa América 1983 sowie an der Weltmeisterschaft 1986 teil. Dort kam er bei der WM im Achtelfinale gegen Argentinien zum Einsatz.

### Erfolge
- Copa América: 1983
- 2× U-20-Südamerikameister: 1975, 1977
- Uruguayischer Meister: 1985, 1986, 1987